# Robert G. W. Anderson
Robert Geoffrey William Anderson (né le 2 mai 1944) est un conservateur de musée britannique et historien de la chimie. Il s'intéresse à l'histoire de la chimie, notamment l'histoire de l'instrumentation scientifique, les travaux de Joseph Black et Joseph Priestley, l'histoire des musées et l'implication de la classe ouvrière dans la Culture matérielle ,. Il est directeur du Science Museum de Londres, des National Museums of Scotland, du British Museum de Londres  et président-directeur général de la Chemical Heritage Foundation (maintenant le Science History Institute) à Philadelphie.

## Éducation
Anderson est né le 2 mai 1944 de Herbert Patrick Anderson et Kathleen Diana Burns ,. Il fait ses études à la Woodhouse Grammar School, un ancien lycée public de Finchley, dans le nord de Londres, puis au St John's College de l'Université d'Oxford. Il obtient son BA en chimie en 1966, et son B.Sc. et son doctorat en philosophie (D. Phil.) en 1970. Il étudie la conduction électrique dans les solutions de radicaux libres et la diffusion inélastique des neutrons des molécules adsorbées ,.

## Biographie et carrière
Anderson rejoint le Musée national d'Écosse comme conservateur adjoint en 1970. En 1975, il rejoint le département de chimie du Science Museum de Londres. Il devient assistant-conservateur de la chimie. L'un de ses défis en 1976 est d'incorporer des matériaux de la collection d'histoire de la médecine du Wellcome Museum of the History of Medicine, qui ont été acquis en tant que prêt permanent . Il organise une conférence et édite "un compte rendu excellent et détaillé"  pour célébrer le 250e anniversaire de la faculté de médecine de l'Université d'Édimbourg, Les premières années de la faculté de médecine d'Édimbourg . Cela est suivi par un catalogue en 1978 : The Playfair Collection and the Teaching of Chemistry at the University of Edinburgh 1713-1858 . Anderson est également chargé de la rénovation et de l'agrandissement des galeries de chimie et de chimie industrielle en 1977 . Il devient conservateur de la chimie, succède à Frank Greenaway comme directeur de 1980 à 1984 .
Anderson retourne au Royal Scottish Museum comme directeur de 1984 à 1985. Lorsque le Royal Scottish Museum fusionne avec le National Museum of Antiquities en 1985, il devient le directeur des nouveaux National Museums of Scotland à Édimbourg, poste qu'il conserve jusqu'en 1992 .
En 1992, Anderson rejoint le British Museum de Londres, où il est directeur de 1992 à 2002 . Il supervise le réaménagement du projet du millénaire de 100 millions de livres sterling de la grande cour de la reine Elizabeth II du British Museum, conçue par Norman Foster et inaugurée par la reine le 6 décembre 2000 ,. Anderson est remplacé comme directeur du British Museum en 2002 par Neil MacGregor .
Anderson est président de la Commission des instruments scientifiques de l'Union internationale d'histoire et de philosophie des sciences (1982–1997) et de la British Society for the History of Science (1988–1990) . En 2004, Anderson devient président de l'Association des bibliothèques indépendantes .
Anderson occupe des postes universitaires invités à l'Institute for Advanced Study de l'Université de Princeton et au Centre de recherche sur les arts, les sciences sociales et les sciences humaines (CRASSH) de l'Université de Cambridge (2002-2003) . Il est membre émérite de Clare Hall, Cambridge .
Le 28 juillet 2016, Anderson est nommé président et chef de la direction par intérim de la Chemical Heritage Foundation (maintenant l'Institut d'histoire des sciences) . Il succède à l'historien des sciences allemand Carsten Reinhardt. Le 11 janvier 2017, Anderson est nommé président et chef de la direction en exercice de l'institution. Il est remplacé par David Allen Cole à partir du 20 mai 2020 ,.
Anderson a publié au moins 14 monographies ou catalogues et au moins 50 articles . Ses publications comprennent des ouvrages sur l'histoire de l'instrumentation scientifique , l'histoire des musées , et les travaux de Joseph Black  et Joseph Priestley .

## Récompenses et honneurs
Robert Anderson est membre de l'Académie internationale d'histoire des sciences et Commandeur de l'Ordre des Arts et des Lettres (France) . Il est membre de la Royal Society of Edinburgh (1990)  de la Society of Antiquaries of London (1986)  et de la Royal Society of Chemistry .
Robert Anderson est récipiendaire du prix Dexter (1986)  et du prix Paul Bunge qu'il reçoit en 2016 pour une vie de "réalisation exceptionnelle dans l'écriture et la promotion de la compréhension des instruments scientifiques historiques" ,.